# Établissements Fournier

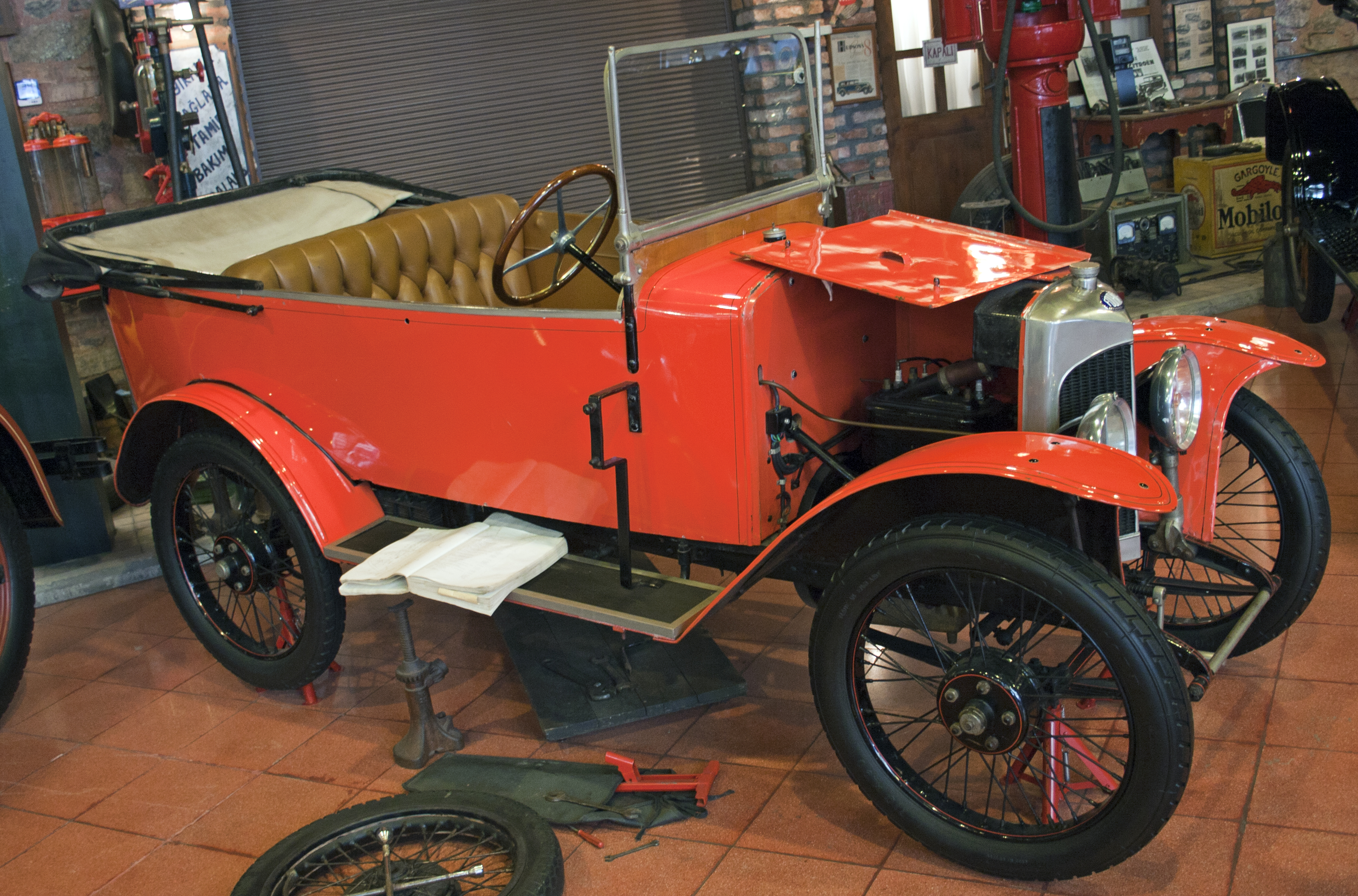
1919 Fournier type B146 "Baby Silvestre".

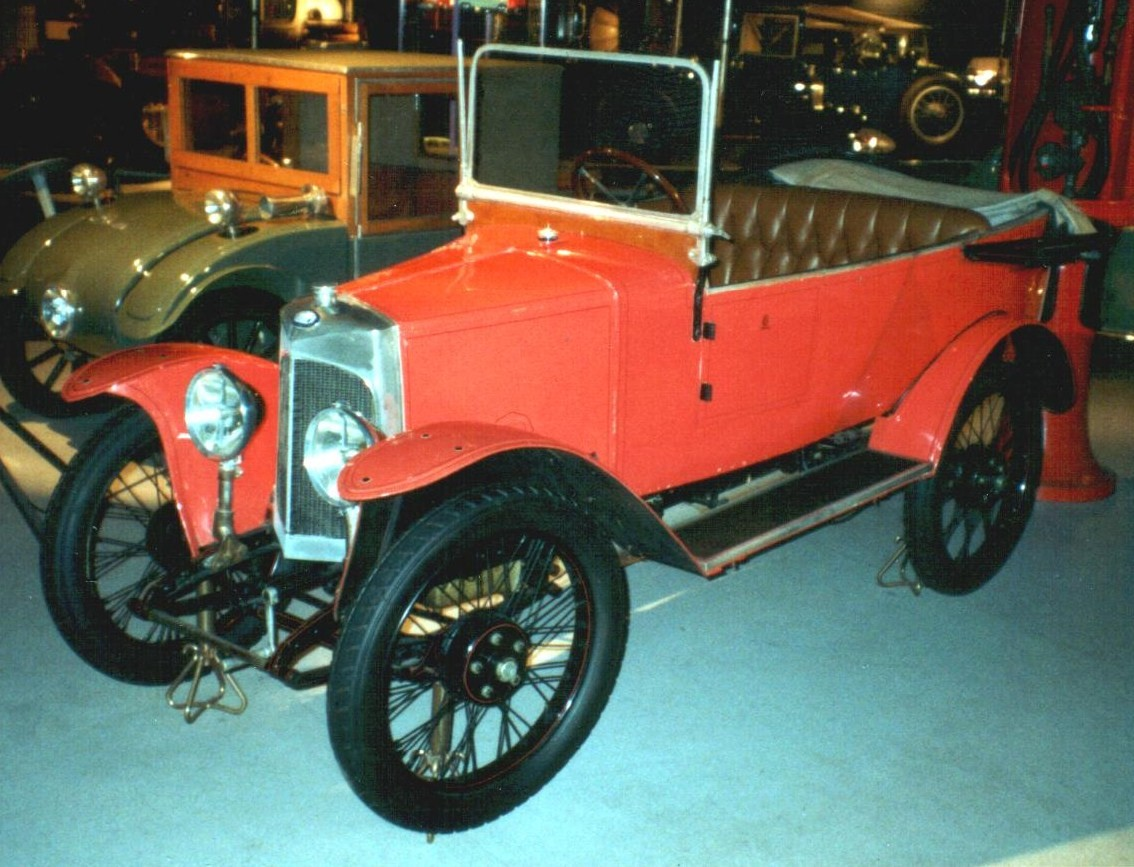
Baby Silvestre.

Les Établissements Fournier étaient une marque française d'automobiles créée en 1913. Les frères Henri Fournier et Achille Fournier fabriquaient déjà des véhicules à Levallois-Perret en 1909. Ce n’est qu’en 1913 qu’ils fondent officiellement la société SA Anciens Établissements Fournier. Le nom de marque était initialement Fournier. Silvestre était responsable de la vente des véhicules dans la région parisienne. Le siège commercial était situé au 46 rue de Londres. Après la mort d’Henri Fournier, Victor Silvestre reprend l’entreprise à la fin de l’année 1918 et change le nom de la marque en Baby-Silvestre à partir de 1919. Les premiers véhicules étaient équipés d’un moteur Train V2 d’une cylindrée de 880 cm³. À partir de 1912, la gamme se composait du modèle monocylindre 6/8 CV et du modèle quatre cylindres 10 CV, tous deux équipés d’un moteur intégré de Ballot. Après la Première Guerre mondiale, il y avait d’autres modèles avec des moteurs de Ballot, Godefroy et Levêque /(Ruby) et Motocycles et Moteurs Train. La production s’est terminée en 1924. 